# Игнатенко, Евгений Иванович
Игнате́нко Евге́ний Ива́нович (7 мая 1940, Новый Егорлык, Ростовская область — 13 мая 2001) — российский учёный-физик, энергетик.

## Биография
Родился в с. Новый Егорлык Сальского района Ростовской области.
После окончания Ленинградского Химико-Технологического Института работал в Ленинградском Институте Ядерной Физики (ЛИЯФ), в 1972 году возглавил физическую лабораторию Кольской АЭС. В 1979 году был приглашен на работу во Всесоюзное Объединение СоюзАтомЭнерго. Принимал активное участие в пусконаладочных работах на атомных энергетических объектах СССР, был председателем Государственной Приемочной Комиссии на Запорожской, Балаковской и Ростовской АЭС.
Ликвидатор аварии на Чернобыльской АЭС — руководил ПО «Комбинат» в 1986—1998 гг. Создатель, вице-президент и исполнительный директор Государственного Концерна «Росэнергоатом».
Автор многочисленных изобретений и открытий в области ядерной физики и физической химии.
Доктор физико-технических наук, академик РАЕН.
Кавалер Ордена Трудового Красного Знамени, Премий Совета Министров СССР.
Автор книг: «Записки ликвидатора», «В год тигра под кометой Галлея».
Погиб в результате автомобильной аварии, направляясь на строящуюся Калининскую АЭС. Похоронен на Востряковском кладбище г. Москвы.